# NGC 9
NGC 9は、ペガスス座の方角に約1億4000万光年の位置にある渦巻銀河である。1865年9月27日にオットー・ヴィルヘルム・フォン・シュトルーベによって発見された。